# Trentepohlia (Mongoma) callisto
Trentepohlia (Mongoma) callisto is een tweevleugelige uit de familie steltmuggen (Limoniidae). De soort komt voor in het Afrotropisch gebied.